# Baldev Raj Chopra
Baldev Raj Chopra (B.R. Chopra) (22 de abril de 1914 - 5 de noviembre de 2008) fue un guionista, director y productor de cine de Bollywood y series de televisión en la India. Se destacó por sus películas de temática social hindi tales como Naya Daur (1957), Kanoon (1961), Gumrah (1963) y Humrāz (1967), además de grandes series de TV como, Mahabharat a finales de la década de 1980 En 1998, fue distinguido con el Premio Dadasaheb Phalke que es el más prestigioso premio en el cine de la India.
Su hermano Yash Chopra (fallecido), hijo Ravi Chopra y sobrino Aditya Chopra también son directores cinematográficos en la industria de Bollywood.

## Filmografía

### Actor
- Ghar (1978)

### Guionista
- Bāghbān (2003)
- Baabul (2006)

### Director-Productor
- Naya Daur (1957)
- Sadhana (1958)
- Kanoon (1961)
- Gumrah (1963)
- Humrāz (1967)
- Dastān (1972)
- Dhund (1973)
- Karm (1977)
- Pati Patni Aur Woh (1980)
- Insāf Kā Tarāzoo (1980)
- Nikāh (1982)
- Awām (1987)
- Kal Ki Awaz (1992)

### Director
- Afsānā (1951)
- Chandni Chowk (1954)
- Ek Hi Rasta (1956)
- Tawaif (1985)

### Productor
- Dhool Kā Phool (1959)
- Dharm Putra (1962)
- Waqt (1965)
- Ittefaq (1969)
- Ādmi Aur Insān (1970)
- Zameer (1975)
- Chhoti Si Bāt (1976)
- The Burning Train (1980)
- Agnee Pareeksha (1982)
- Mazdoor (1983)
- Āj Ki Awāz (1984)
- Kirayedār (1986)
- Dahleez (1986)
- Pratigyābadh (1991)
- Bāghbān (2003)
- Bābul (2006)